# Warmbrunnen (Bad Soden)

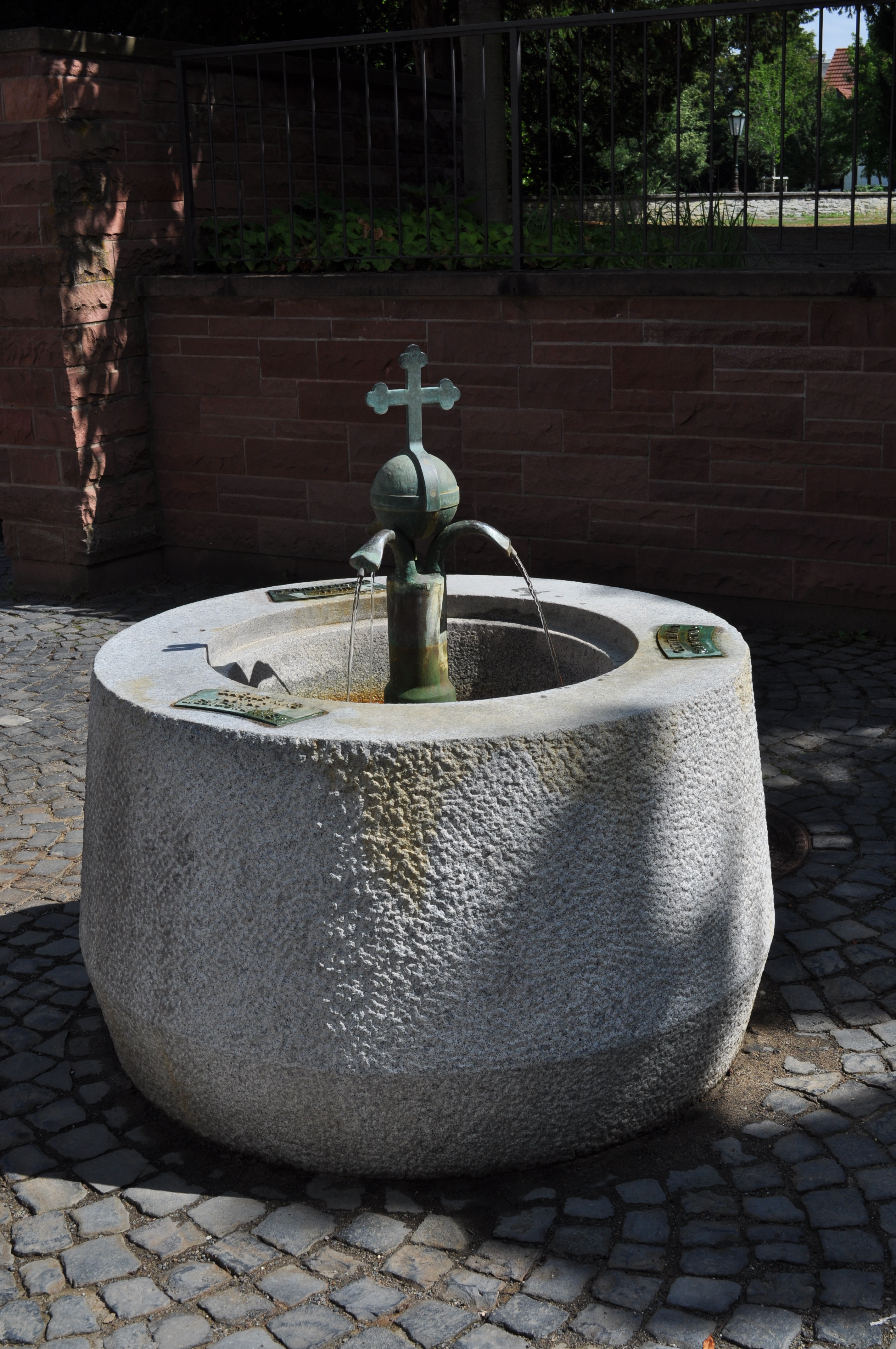
Milch-, Warm- und Justus von Liebig-Brunnen

Der Warmbrunnen (Quelle IIIa und IIIb) ist eine staatlich anerkannte Heilquelle in der Stadt Bad Soden am Taunus. Ihr Wasser fließt, wie das des Justus von Liebig-Brunnen und des Milchbrunnen, in einen Brunnen auf dem Franzensbader Platz.

## Geschichte
Die erste Fassung der Quelle geht auf das Jahr 1699 zurück. Man fand bei Umbauarbeiten einen Holzkranz mit der Jahreszahl von 1699. Der Brunnen trug in der Geschichte mehrere Namen, darunter Sauer- oder Gemeindebrunnen. Mitte des 18. Jahrhunderts wurde das Wasser zum Kochen genutzt. Seit 1805 zählt dieser zu den Kurbrunnen der Stadt. 1838 wurde der Brunnen neu gefasst. Mit einer Röhre wurde das Wasser früher zum Nassauischen Hof geleitet, welches zu dieser Zeit Rathaus war. Ab 1887 lief der Warmbrunnen in der Trinkhalle aus. Beim Neubau der Trinkhalle 1955 wurde an der Straße Zum Quellenpark ein Brunnensockel zum Auslaufen erbaut. Die Quelle lief aber auch weiter in der Trinkhalle aus. Bei diesem Brunnen handelt es sich um einen „thermaler Natrium-Chlorid-Hydrogencarbonat-Säulering“.

## Anwendung
Das Wasser der Quelle wird für Trinkkuren, Inhalationen sowie für Teilbäder und Umschläge verwendet. Es handelt sich hierbei um einen thermalen Natrium-Calcium-Chlorid-Hydrogencarbonat-Säuerling. Ein Liter der Quelle deckt 25 % des Magnesiums-, 25 % des Calciums-, 30 % des Jod- sowie 40 % des Eisenbedarfs eines Menschen.

### Anwendungsgebiete
- Erkrankung des Magens und des oberen Dünndarms
- Harnwegsinfekte
- orthostatischen Dysregulation
- Atemwegs- und Mundschleimhauterkrankungen
- Anregung des Verdauungstrakt
- Unterstützung bei Ulcus-Krankheit